# Сінья
Сінья (італ. Signa) — муніципалітет в Італії, у регіоні Тоскана,  метрополійне місто Флоренція.
Сінья розташована на відстані близько 240 км на північний захід від Рима, 13 км на захід від Флоренції.
Населення — 19 258 осіб (2014).

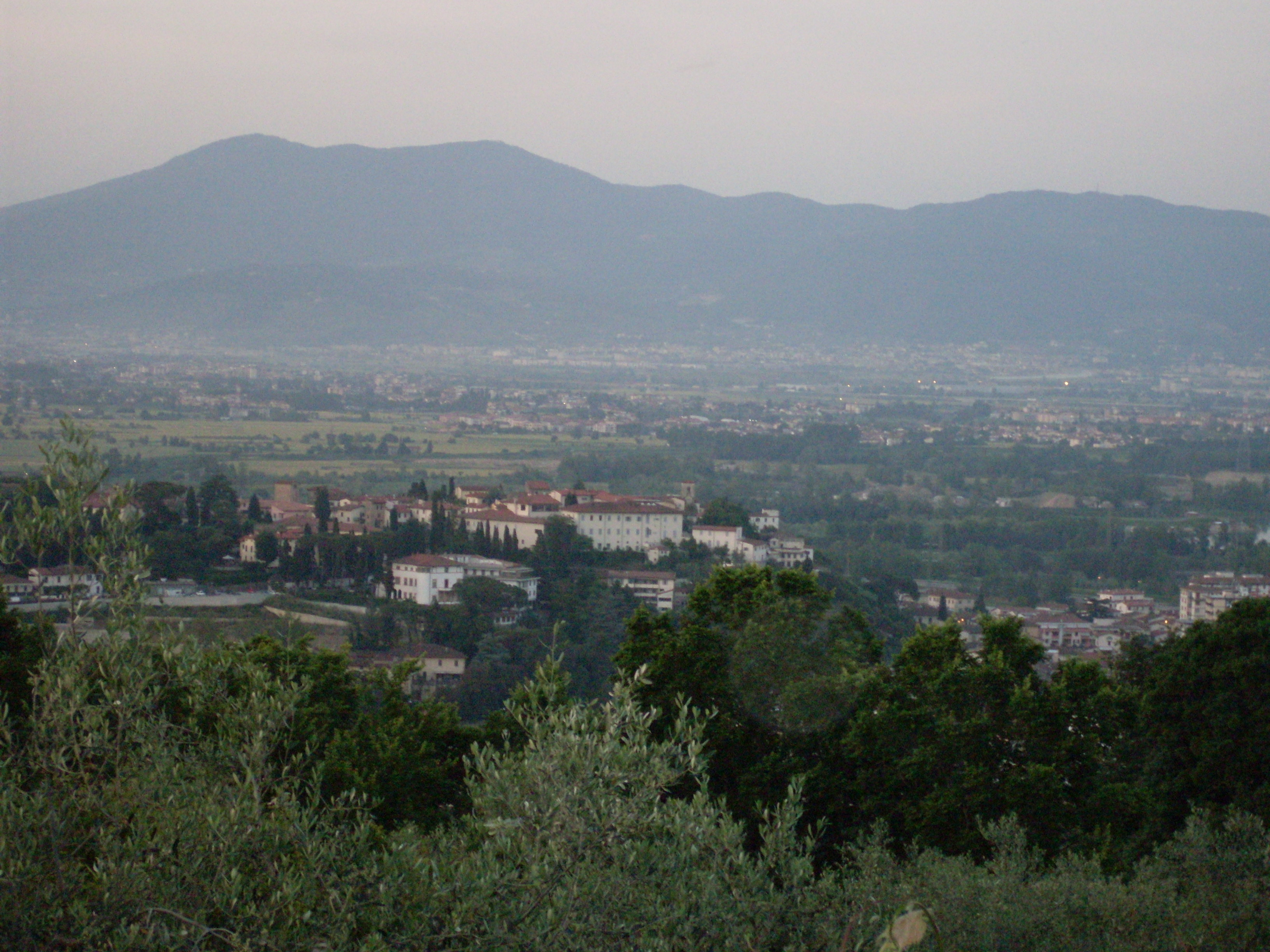

Щорічний фестиваль відбувається Pasquetta. Покровитель — Beata Giovanna.

## Демографія
Населення за роками:

Станом на 1 січня 2023 року в муніципалітеті офіційно проживало 2720 іноземців з 78 країн, серед них 508 громадян країн Євросоюзу та 29 громадян України.

## Уродженці
- П'єро Гонф'янтіні (*1937) — італійський футболіст, захисник.

## Сусідні муніципалітети
- Кампі-Бізенціо
- Карміньяно
- Ластра-а-Сінья
- Поджо-а-Каяно
- Скандіччі

## Персоналії
Тут народилася католицька свята Іванна Сеньянська.